# Ô tác lớn

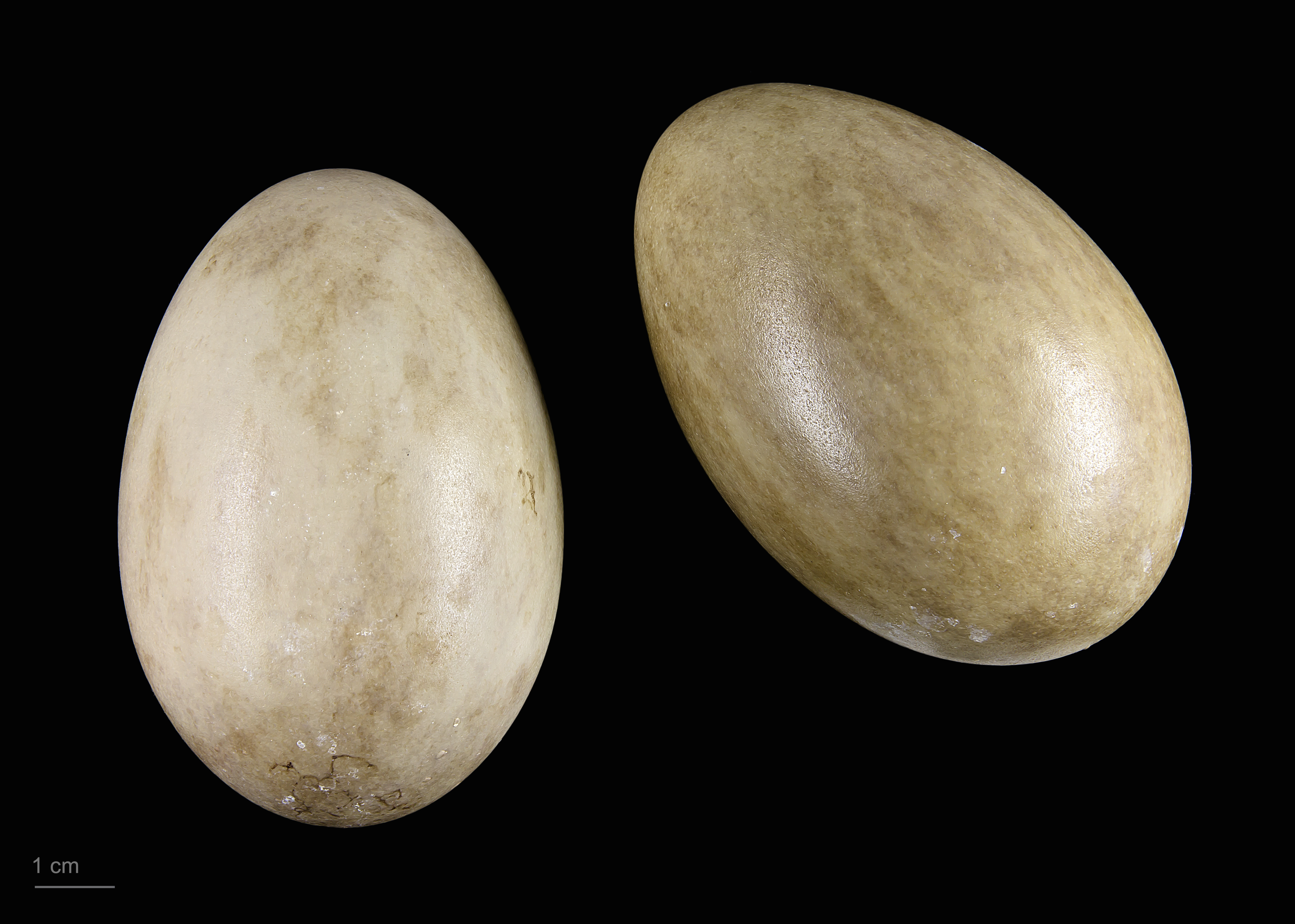
Otis tarda

Ô tác lớn (danh pháp khoa học: Otis tarda) là một loài chim trong họ Ô tác. Chúng là loài duy nhất trong chi Otis.
Ô tác lớn sinh sản ở miền nam và trung bộ châu Âu, nơi mà nó là loài chim lớn nhất, và trên toàn xứ ôn đới châu Á. Quần thể ở châu Âu chủ yếu là định cư, nhưng quần thể châu Á di chuyển xa hơn về phía nam vào mùa đông. Tây Ban Nha bây giờ chứa khoảng 60% dân số loài này trên thế giới. Loài này có cân nặng cạnh tranh với ô tác Kori, nhờ xương cổ chân và đuôi khá dài hơn nên nó trung bình cao hơn và ít lưỡng hình giới tính hơn.. Con trống thường cao 90–105 cm và dài khoảng 115 cm và có sải cánh dài 2,1-2,7 m. Con trống có khối lượng từ 5,8 đến 18 kg, với trung bình 9,65 đến 13,5 kg, mẫu nặng nhất xác nhận có trọng lượng 21 kg.
Con mái nhỏ hơn 1/3, thường cao 75 đến 85 cm (2 ft 6 in đến 2 ft 9 in) và dài 90 cm (2 ft 11 in) và sải cánh dài 180 cm (5 ft 11 in). Trọng lượng trung bình 4,4 kg (9,7 lb). Nhìn chung trọng lượng con mái từ 3,3 đến 8 kg (7,3 đến 17,6 lb).